# حمام القچین
حمام القچین مربوط به دوره صفوی است و در شهرستان کهگیلویه، روستای القچین سفلی واقع شده و این اثر در تاریخ ۷ مهر ۱۳۸۱ با شمارهٔ ثبت ۶۲۸۶ به‌عنوان یکی از آثار ملی ایران به ثبت رسیده‌است.